# القذف (حجة)
القذف هي إحدى قرى الجمهورية اليمنية. وهي تتبع جغرافيًا لمحافظة حجة. وإداريًا لمديرية مبين. يبلغ تعداد سكانها 1701 نسمة حسب الإحصاء الذي جرى عام 2004.